# Coripia elata
Coripia elata is een tweekleppigensoort uit de familie van de Carditidae. De wetenschappelijke naam van de soort is voor het eerst geldig gepubliceerd in 1892 door G.B. Sowerby III.